# Wilhelm Nestle
Wilhelm Albrecht Nestle (* 16. April 1865 in Stuttgart; † 18. April 1959 ebenda) war ein deutscher Klassischer Philologe.

## Biografie
Wilhelm Nestle war der einzige Sohn des Obertribunalprokurators Christian Gottlieb Nestle († 1879) und der Marie Christiane Steudel († 1889), die beide bereits Kinder aus früheren Ehen in ihre Beziehung eingebracht hatten. Sein Halbbruder war der Theologe und Orientalist Eberhard Nestle.
Nach seiner Schulzeit studierte Nestle Klassische Philologie in Tübingen und Berlin. 1888 absolvierte er das Professoratsexamen und trat in den württembergischen Schuldienst an wechselnden Stellen ein, unter anderem in Heilbronn, Tübingen, Stuttgart, Maulbronn und Ulm. An der Tübinger Hochschule wurde er 1889 zum Dr. phil. promoviert. In Ulm heiratete er 1899 Klara Neuffer und unternahm im selben Jahr Studienreisen nach Griechenland und Italien. 1900 nahm er eine Lehrerstelle als Präzeptor in Schwäbisch Hall an.
Dort veröffentlichte er sein erstes von zahlreichen Werken, Euripides, der Dichter der griechischen Aufklärung, das 1902 zum Ruf als Professor an das evangelisch-theologische Seminar in Schöntal führte, wo er sechs Jahre unterrichtete. Von 1909 bis 1913 war er Oberstudiendirektor am Karls-Gymnasium Stuttgart, von 1913 bis 1919 war er Rektor des Heilbronner Karlsgymnasiums, danach kehrte er als dritter Rektor an das Stuttgarter Karls-Gymnasium zurück. „Auch Nestle war, ... nicht im Ersten Weltkrieg, er war ‚militärfrei‘.“
Nach seiner Pensionierung 1932 wurde er Honorarprofessor für griechische Philosophie an der Universität Tübingen. Nach der Herausgabe zahlreicher philologischer Schriften erschienen 1940 und 1944 seine Hauptwerke Vom Mythos zum Logos, die Selbstentfaltung des griechischen Denkens von Homer bis auf die Sophistik und Sokrates und  Griechische Geistesgeschichte von Homer bis Lukian in ihrer Entfaltung vom mythischen zum rationalen Denken dargestellt. 1947 wurde er von der Universität Heidelberg für Vom Mythos zum Logos mit dem Kuno-Fischer-Preis ausgezeichnet. Im selben Jahr begann er jedoch auch zu erblinden. Im hohen Alter von 94 Jahren verstarb er.
Einer seiner Söhne war der Klassische Philologe Walter Nestle (1902–1945).

## Werk
Der Umfang von Nestles Werk wird in der von seinem Sohn Rudolf zu seinem 100. Geburtstag 1965 herausgegebenen Bibliografie auf 34 selbstständige Arbeiten, 212 Aufsätze und Abhandlungen in Zeitschriften und Zeitungen sowie 628 Rezensionen beziffert. In seinem Nachlass sollen sich darüber hinaus noch zahlreiche unveröffentlichte Manuskripte befinden. Den Schwerpunkt seines Werkes bilden bereits beginnend mit seinem ersten Werk von 1903 Schriften zur griechischen Philosophie, wobei er auch mit Otto Crusius 1913 den dritten Band von Friedrich Nietzsches Philologica und eine Reihe weiterer Grundlagenwerke wie die vierbändige Auswahl Die griechischen Philosophen, das dreibändige Werk Griechische Religiosität in ihren Grundzügen und Hauptvertretern sowie eine Geschichte der griechischen Literatur herausgab. Seine erst spät, 1940 und 1944, entstandenen Hauptwerke Vom Mythos zum Logos, die Selbstentfaltung des griechischen Denkens von Homer bis auf die Sophistik und Sokrates und  Griechische Geistesgeschichte von Homer bis Lukian in ihrer Entfaltung vom mythischen zum rationalen Denken dargestellt werden als Ergebnis seiner jahrzehntelangen griechischen Studien gewertet. Zu seinem Spätwerk gehören auch theologische Schriften wie Die Krisis des Christentums, ihre Ursache, ihr Werden und ihre Bedeutung von 1947. Der Theologe Josef Hasenfuß fasste die Grundthese dieses Buches so zusammen: „Die Menschen könnten heute nicht mehr auf das christliche Glaubensbekenntnis verpflichtet werden; aber sie brauchten die Ethik Jesu, um der drohenden Selbstvernichtung zu entgehen. Darum bleibe der Kirche nur die Möglichkeit der Abwendung von der Dogmatik und der Hinwendung zum ethischen Kern der Lehre Jesu, zur Nächstenliebe.“

## Ehrungen
- 1953: Verdienstkreuz (Steckkreuz) des Verdienstordens der Bundesrepublik Deutschland

## Schriften (Auswahl)
- Funde antiker Münzen im Königreich Württemberg. Hrsg. von der Kommission für Württembergischen Landesgeschichte. Stuttgart, Kohlhammer, 1893.
- Euripides, der Dichter der griechischen Aufklärung. 1901. Reprint. 1969, 1985.
- Vorsokratiker in Auswahl übersetzt und herausgegeben. 1908. 3. Ausgabe, 1929.
- Grundriß der Geschichte der Griechischen Philosophie. In neuer Bearbeitung von W. Nestle. (von Eduard Zeller) 12. Ausgabe 1920; 13. Ausgabe, 1928
- Die Sokratiker. 1922.
- Die Nachsokratiker. 1922–1923.
- Geschichte der griechischen Literatur. 1923
- Die griechische Religiosität in ihren Grundzügen Hauptvertretern von und bis Proklos Homer. 1930–1934.
- Platons Hauptwerke.  Alfred Kröner, Leipzig  1931
- Aristoteles. Hauptwerke. Alfred Kröner Verlag, Stuttgart 1935.
- Vom Mythos zum Logos. Die Selbstentfaltung des griechischen Denkens von Homer bis auf die Sophistik und Sokrates. 1940, 2. Ausgabe 1942, Neudruck Scientia, Aalen 1966 und Körner, Stuttgart 1975.
- Griechische Geistesgeschichte. Alfred Kröner, Stuttgart 1944.
- Griechische Geistesgeschichte von Homer bis Lukian in ihrer Entfaltung vom zum rationalen mythischen dargestellt denken. 1944
- Griechische Weltanschauung in ihrer Bedeutung für die Gegenwart. Vorträge und Abhandlungen.  Hannsmann, Stuttgart 1946.
- Die Krisis des Christenthums in der modernen Welt. Ihre Ursache, ihr Werden und ihre Bedeutung. 1947
- Griechische Lebensweisheit und Lebenskunst; aus den Quellen zusammengestellt, und mit einem Nachwort übersetzt versehen. Hädecke, Stuttgart 1949.
- Die griechischen Philosophen in Auswahl übersetzt und herausgegeben. Reprint. 1968–1969.